# Wenceslao Jiménez Orive
Wenceslao Jiménez Orive (Gijón, 28 de gener de 1922 - Barcelona, 9 de gener de 1950) fou un lluitador anarquista i resistent antifranquista aragonès náscut a Asturies, conegut com a «Wences» o «Jimeno».

## Biografia
Fill d'un ferroviari, de petit es va traslladar a Saragossa amb la seva família. El seu pare havia estat secretari del Sindicat de Ferroviaris de la CNT de Saragossa i treballava com a interventor entre Saragossa i Canfranc. Fou assassinat l'agost de 1936 pels feixistes de Canfranc.
En esclatar la guerra civil espanyola tenia 14 anys i estudiava disseny industrial, però deixà els estudis per treballar al ferrocarril per tal de no haver-se d'afiliar a la Falange. A començaments de 1940 fou detingut per repartir propaganda antifranquista. El 1946 va ingressar a la Federació Ibèrica de Joventuts Llibertàries de la mà d'Ignacio Zubizarreta Aspas, però l'agost fou novament detingut i sotmès a tortures. Alliberat tres mesos més tard, el maig de 1947 participà en un intent d'atemptar contra Francisco Franco a la carretera nacional Madrid-Saragossa, a l'alçada del Puerto de la Muela (Calataiud). El juliol de 1947 fou delegat d'Aragó al Ple Nacional de Regionals de la FIJL que se celebrà a Madrid. Després, decebut per la ineficàcia de la guerrilla, marxà a França, on va treballar durant un temps com a ajustador a Lió i París.
A França intentà convèncer les direccions del Moviment Llibertari Espanyol (MLE) i de la FAI de fer canvis a l'estructura orgànica, però no se'n sortí. El 26 de novembre de 1948 tornà a la Península, però no aconseguí d'entendre's amb Josep Lluís i Facerias, raó per la qual el 1949 va formar el seu propi grup guerriller, anomenat «Los Maños», i del que en formaria part Quico Sabaté. Aquest grup va intentar assassinar el cap de la Brigada Político-Social de Barcelona. comissari Eduardo Quintela Bóveda el 2 de març de 1949, però el cotxe era ocupat per altres persones.
Wenceslao Jiménez Orive fou tirotejat als carrers de Barcelona el 9 de gener de 1950 per culpa de la delació de Niceto Pardillo Manzanero, cenetista expulsat del grup per mala conducta, al comissari Pedro Polo Borreguero. Malferit, es va prendre una càpsula de cianur que portava muntada a la part superior de la ploma estilogràfica per tal de no caure en mans de la policia.